# Linia Nocna
Linia Nocna – polski zespół muzyczny założony w 2017 w Warszawie jako duet: Monika Wydrzyńska i Mikołaj Trybulec. Eklektyczna stylistyka Linii Nocnej nie poddaje się prostej klasyfikacji. Zespół nie stroni zarówno od muzyki tanecznej, jak i ballad. Najczęściej wskazuje się electropop i dream pop.

## Historia
Monika Wydrzyńska i Mikołaj Trybulec założyli zespół w okresie studiów. Ich pierwsza piosenka nosiła tytuł To błąd. Pierwszym oficjalnym singlem był utwór Znikam na chwilę. Został m.in. nagrodzony w plebiscycie Chillizet w kategorii Chilloutowy utwór roku 2017. Pierwszym koncertem była sesja live w Chillizet.

## Albumy
Po wydaniu debiutanckiego singla Znikam na chwilę, duet nagrała płytę długogrającą pod tym samym tytułem. Znikam na chwilę był nominowany do Fryderyków 2019 w kategorii elektronika
Kolejny album, Szepty i dropy, powstawał przez dwa lata. Dawid Bartkowski uznał go za jeden z najciekawszych albumów 2020 w swojej kategorii.
Krytycy doceniają subtelny, naturalny, głos wokalistki, bez wykorzystywania autotunera.
Prócz albumów, zespół regularnie wydaje single. Przed premierą zawierającej je płyty Szepty i dropy ukazały się: Gdziekolwiek (z gościnnym udziałem Kuby Badacha), Kranówka, Wpadłeś mi w inne i Wyszłam z ciała zaraz wracam. Latem 2021 zespół wydał single: Tosty, a w styczniu 2022 Balladę do płakania w aucie.

## Skład
- Monika Wydrzyńska(inne języki) (wokal, teksty)
- Mikołaj Trybulec (muzyka, produkcja)

## Dyskografia

### Albumy studyjne
| Rok  | Tytuł                                                                                    |
| ---- | ---------------------------------------------------------------------------------------- |
| 2018 | Znikam na chwilę - Data: 2018 - Wydawca: Agora - Format: CD, digital download            |
| 2020 | Szepty i dropy - Data: 30 listopada 2020 - Wydawca: Agora - Format: CD, digital download |

### Single
| Rok  | Tytuł                          | Album            |
| ---- | ------------------------------ | ---------------- |
| 2017 | "Znikam na chwilę"             | Znikam na chwilę |
| 2017 | "Nad Wisłą"                    | Znikam na chwilę |
| 2017 | "W moim ogrodzie"              | Znikam na chwilę |
| 2018 | "Zielone Żoli"                 | Szepty i dropy   |
| 2019 | "Hulajnogi"                    | Szepty i dropy   |
| 2019 | "Notre Dame"                   | Szepty i dropy   |
| 2019 | "Gdziekolwiek"                 | Szepty i dropy   |
| 2020 | "Kranówka"                     | Szepty i dropy   |
| 2020 | "Wyszłam z ciała zaraz wracam" | Szepty i dropy   |
| 2020 | "Wpadłeś mi w inne"            | Szepty i dropy   |
| 2020 | "Dla Ciebie jestem sobą"       | Szepty i dropy   |
| 2021 | "Tosty"                        | _                |
| 2022 | "Ballada do płakania w aucie"  | _                |
| 2022 | "Herbata z malinami"           | _                |
| 2024 | "Dotyk"                        | _                |

## Nominacje
| Rok  | Konkurs        | Kategoria              | Tytułem          | Wynik     |
| ---- | -------------- | ---------------------- | ---------------- | --------- |
| 2019 | Fryderyki 2019 | Album Roku Elektronika | Znikam na chwilę | Nominacja |